# Toptsjijsko
Toptsjijsko (Bulgaars: Топчийско Topchiysko; Turks: Topçuköy) is een dorp in het oosten van Bulgarije. Toptsjijsko is gelegen in de gemeente Roeen in de oblast Boergas. Het dorp ligt hemelsbreed ongeveer 39 km ten noorden van Boergas en 328 km ten oosten van de hoofdstad Sofia. 

## Bevolking
De telling van 1934 registreerde 569 inwoners. Dit aantal groeide tot een hoogtepunt van 1.011 inwoners in 1985. Vanaf dat moment begon het inwonersaantal langzaam maar geleidelijk terug te lopen, vooral als gevolg van de assimilatiecampagnes van het communistisch regime van Todor Zjivkov, waarbij alle Turken en andere moslims in Bulgarije christelijke of Bulgaarse namen moesten aannemen en afstand moesten doen van islamitische gewoonten. Zo werden er op 31 december 2019 zo'n 845 inwoners geregistreerd door het NSI.
Van de 905 inwoners reageerden er 902 op de optionele volkstelling van 2011. Nagenoeg alle inwoners, zo'n 900 personen, identificeerden zichzelf als etnische Bulgaarse Turken (99,8%).
Van de 905 inwoners die in februari 2011 werden geregistreerd, waren er 145 jonger dan 15 jaar oud (16%), terwijl er 107 inwoners van 65 jaar of ouder werden geteld (12%).

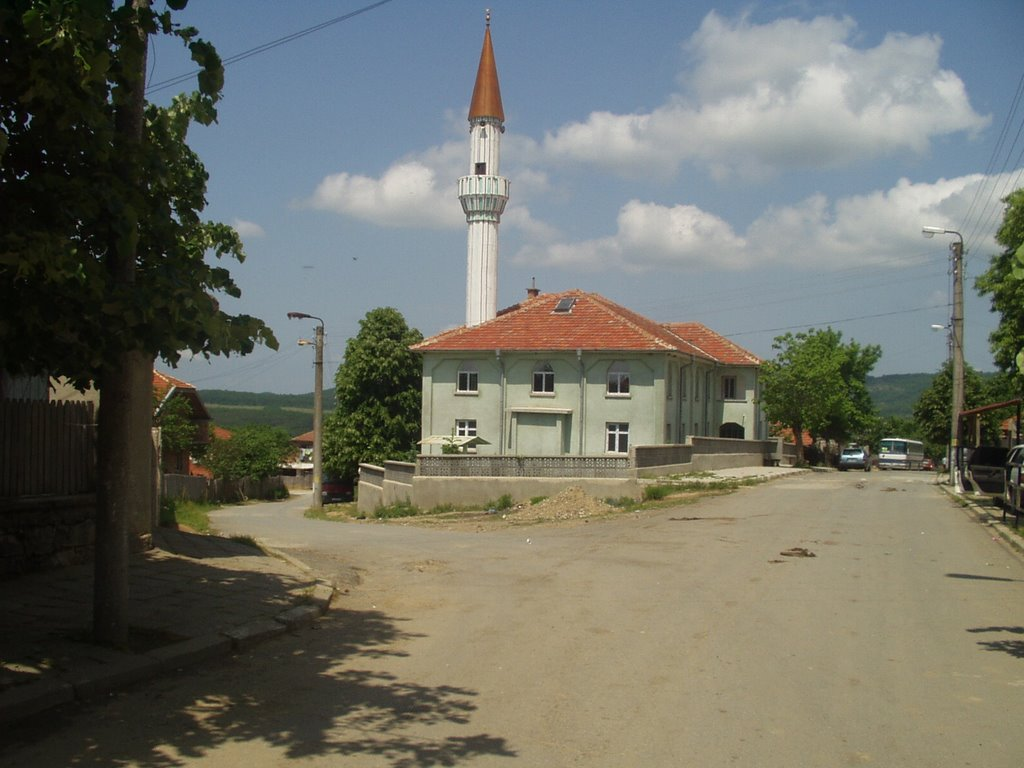
De moskee in het dorp